# Gorges du Bréda
Pour un article plus général, voir Bréda (torrent).
Les gorges du Bréda sont des gorges situées en France, à la limite de l'Isère et de la Savoie, dans la partie inférieure du cours du Bréda, un affluent de l'Isère. Frontière naturelle historique entre le Dauphiné et la Savoie, elles constituent un axe de communication essentiel entre le Grésivaudan et les reliefs du nord de la chaîne de Belledonne avec le passage d'une route départementale et anciennement un chemin de fer.

## Géographie

### Topographie

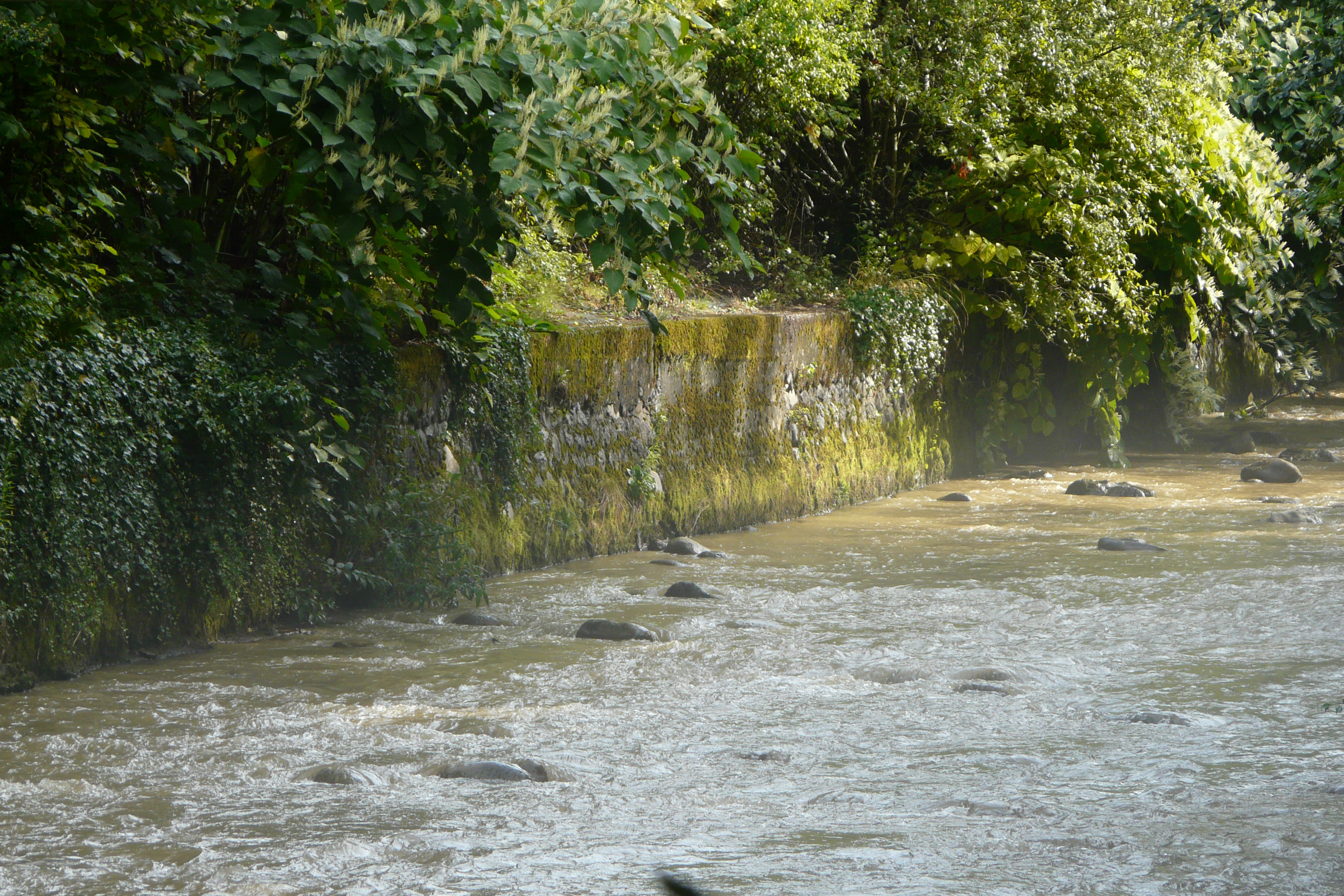
Vue du Bréda à l'entrée de Pontcharra, à la sortie des gorges.

Les gorges du Bréda se situent dans le Sud-Est de la France, en région Auvergne-Rhône-Alpes, à la limite des départements de la Savoie au nord et de l'Isère au sud, à l'est de la ville iséroise de Pontcharra, à l'entrée du Grésivaudan, dans les contreforts de la chaîne de Belledonne.
Passées les vallées du Haut Breda et d'Allevard au sud, la rivière débouche à l'extrémité méridionale du val Gelon mais change brusquement de direction à Détrier pour se diriger vers le sud-ouest. Elle se fraye alors un passage sur 5,5 kilomètres entre les montagnes de Montraillant au nord et de Brame-Farine au sud, deux petits chaînons montagneux de la chaîne de Belledonne. Entre Détrier à 340 mètres d'altitude et Pontcharra à 270 mètres d'altitude, la rivière perd une soixantaine de mètres d'altitude, soit une pente moyenne de 1 %. La profondeur des gorges est relativement importante, environ 200 mètres à hauteur de la Chapelle-Blanche et 230 mètres à la sortie des gorges sous Avalon dont la tour domine les gorges et Pontcharra. Son fond est néanmoins plutôt plat, surtout dans la partie aval, avec une largeur atteignant les 150 mètres. Ses parois sont boisées sur toute la longueur des gorges car impropres à l'agriculture en raison de la forte pente.

### Aménagements
Le défilé constitue un axe de communication important entre d'une part le Grésivaudan à l'ouest et d'autre part la partie septentrionale de la chaîne de Belledonne à l'est avec notamment le val Gelon, la vallée d'Allevard, la vallée des Huiles et la chaîne des Hurtières,. Ainsi, les gorges sont parcourues sur toute leur longueur par la route départementale 525b/925b en rive droite ; elle est doublée par la route départementale 9 en balcon sur la rive gauche qui dessert les villages de Saint-Maximin et du Moutaret et les routes départementales 288, 29 et 202 en balcon en rive droite qui desservent le village de la Chapelle-Blanche.
De 1895 à 1988, l'accotement de la route nationale côté rivière est doublé par la voie du tramway de Pontcharra à la Rochette et Allevard.
Le cours de la rivière est barré par de nombreux et petits aménagements hydrauliques dont le plus en aval dévie une partie de l'eau dans le petit canal de Renevier ; celui-ci longe la rivière en rive gauche dans la dernière partie des gorges avant de s'en écarter arrivé dans Pontcharra où il est utilisé pour des ateliers, usines, moulins et une papeterie,,. Le cours d'eau est enjambé au milieu des gorges par le pont « des Bretonnières » et survolé par trois lignes à haute tension.

### Géologie
Au cours du Quaternaire, différentes glaciations successives recouvrent le paysage de glace, façonnant de larges vallées glaciaires comme celles de la combe de Savoie ou du Grésivaudan. Le glacier de l'Isère, issu de la vallée de la Tarentaise et grossi par différents glaciers dont celui de l'Arc, emprunte alors la vallée actuelle de l'Isère en direction du sud, creusant notamment le val Gelon et la vallée d'Allevard parallèlement à la combe de Savoie et au Grésivaudan.
La rivière entaille le chaînon Brame-Farine-Montraillant constitué de terrains calcaires et marneux fortement plissés vers l'ouest datant du Bajocien — il y a environ 170 à 168 millions d'années (Jurassique moyen) — partiellement plaqués de dépôts glaciaires quaternaires,. Ces roches, peu résistantes, sont facilement érodées, peut-être du temps des glaciations via un torrent sous-glaciaire. Une autre hypothèse de la formation des gorges fait elle aussi intervenir les glaciers mais à un autre stade d'extension des glaces : à la déglaciation, le retrait des glaciers de l'Isère et de l'Arc s'accompagne d'un stade de stagnation, responsable de la formation de la moraine frontale de Détrier à l'extrémité de la diffluence du glacier de l'Arc remontant le val Gelon. Le Bréda, issu des vallées déglacées au sud, voit son cours en direction du nord bloqué par ce barrage naturel et se voit contraint d'emprunter la petite vallée entre les montagnes de Brame-Farine et Montraillant au sud-ouest, creusant ainsi les gorges actuelles.
Le fond des gorges est quant à lui formé d'alluvions fluviales récentes.

## Histoire
Au cours de sa traversée des Alpes, l'armée d'Hannibal serait passée par Pontcharra et aurait emprunté les gorges du Bréda où elle se serait fait attaquer.
Au moment de la constitution du Dauphiné et de la Savoie aux XIe et XIIe siècles, ce secteur du Grésivaudan se retrouve disputé et la frontière se fixe peu à peu sur des éléments naturels, dont les gorges du Bréda et le cours du Bens, le passage du Grésivaudan étant quant à lui contrôlé par le château Bayard au-dessus de Pontcharra en rive gauche de l'Isère et surtout par son pendant en rive gauche du fort Barraux,. Cette frontière entre la France et le royaume de Sardaigne devient caduque en 1860 avec l'annexion de la Savoie par la France.
Aux XIXe et XXe siècles, le développement économique de la région avec l'essor de la houille blanche alimentant ateliers, usines, papeteries, moulins, etc entraîne l'aménagement du cours du Bréda dans les gorges, plusieurs petits barrages et centrales hydroélectriques étant alors construits,. Il en résulte le classement de la route le long du Bréda en nationale en 1933, signe de son importance et du trafic conséquent qui transite par les gorges. Cette route est doublée en 1895 d'un chemin de fer entre Pontcharra d'une part et Allevard et la Rochette d'autre part,. En direction de la Rochette, la voie de chemin de fer sert au transport des marchandises produites par les industries de la ville et en direction d'Allevard, elle sert au transport des curistes qui se rendent aux thermes. Les transports de voyageur et de marchandises cessent progressivement au cours de la seconde moitié du XXe siècle pour s'arrêter définitivement en 1988 à l'occasion du réaménagement de la route départementale en prévision des Jeux olympiques d'Albertville en 1992, la circulation dans les gorges étant depuis uniquement représentée par la route.